# ライブバス
ライブバス (Live bus) は、株式会社フレッサ（関自旅640号）が運営する、バスの中で音楽演奏を行うことができる移動型ライブハウス。同社では日本初と謳っており、特許も取得している（特許第6153149号）。

## 概要
車体の前方がステージに改装されていて、鑑賞席は25席。外の屋根には外部へ音が広がるスピーカー4台を装備。ステージの背面にはバス前方の景色を映す65型モニターが設置してあり、客席からはバスの進行方向（フロント）の映像がリアルタイムで視聴できる。また、この65型モニターにはアーティストのロゴやPVなどの映像を流す使い方も度々されている。
ライブバスは現在「1号車」「2号車」が走行中。ムービングLEDの照明が搭載されている他、通常のバスの窓よりも大きな窓に改造されており外からはステージの様子がよく見え、車内からは外の景色がよく見える作りになっている。
渋谷のスクランブル交差点などを移動しながら、ライブやトークショー、演劇、鑑賞会など、様々な用途で利用される。
その他、主な特徴は以下の通り。
- 外付けスピーカーから街中へライブの音を流し、プロモーションとライブが同時にできる。
- スクランブル交差点を中心に原宿駅前、表参道などを何度も周回する。
- 渋谷基本コース以外にも、新宿コース、池袋コース、秋葉原コース、東京スカイツリーコース、お台場コース、イルミネーションNightコースなど様々。
- ポスターやバナーを窓に貼り付けて、外の通行人へPRが可能。
- 景色の変化と、バスならではの揺れを感じながらアトラクションクルージングを楽しめると評判。
- 行先LED電光表示板には、タイトルやロゴを映してチャーターバスに変身させるアピールも可能。
- 今までにない見た目のインパクトや話題性から、Music Videoの撮影も行うアーティストも多い。

神奈川中央交通の中古車両を改造しており、バスファンからは「なんでここに神奈中バスが走っているんだ」という驚きの声が上がることも少なくない。現在では、神奈川県内でもこのバスを見かけることは無いに等しく、それがバスファンの興味を引くことにもなっている。

## 主なメディア経歴

### 2017年
- 日経MJ新聞に紹介される。
- J-WAVE ラジオ番組『渡辺直美のAVALON CRAZY IN LOVE』で紹介される。
- ARD（ドイツ公共放送連盟）のテレビでLIVE BUSが紹介される。
- AbemaTV『7.2 新しい別の窓』で定期的に生放送に使用される。

### 2018年
- NHK Eテレの番組『僕の日記帳』で中川翔子、栗原類、ヒャダインらがライブバスに乗り、夜の街を走行する様子が生放送される。公共放送が移動中のバスの中から生放送することは、史上初の試みで注目された。

### 2019年
- 千葉テレビ『カワウソちぃたん☆が行くホントの日本』にて紹介される。
- TBS『トレンドニュースナビ！』にて紹介される。

### 2022年
- 文化放送『文化放送の「文化祭」～ラジオは文化ですよ～』にて大竹まこと、阿佐ヶ谷姉妹らが乗車し、生放送に使用される。

### 2023年
- 東京FM『Roomie Roomie!』にて「ルミルミバス」として眉村ちあきが乗車し、番組の企画として使用される。
- フジテレビ『ステキな二番煎じ！』にて鬼越トマホーク、とうあが乗車、番組の収録で使用される。
- テレビ朝日『お願い!ランキングpresents〜そだてれび〜』にてカラオケライブバスとして使用。インディアンス、ゆきぽよ、DEEP YUICHIROらが乗車。

### 2024年
- 映画『ブルーピリオド』公開イベントとして、眞栄田郷敦、板垣李光人、高橋文哉、桜田ひよりらが乗車し、渋谷凱旋バスツアーを開催。
- 映画『聖⭐︎おにいさんTHE MOVIE』公開イベントとして、松山ケンイチ、染谷将太、山田孝之、藤原竜也、岩田剛典、勝地涼、白石麻衣、川口春奈、窪田正孝、福田雄一監督らが乗車、日本テレビにてバスツアー特番が放送される。

### 2025年
- 日本テレビ『シューイチ』にて、名越康文先生の心理分析ツアーに登場。「若者はなぜライブバスに熱狂するのか」企画として放送される。

## 使用目的別カテゴリー
地上波生放送NHKテレビ番組、ARD番組(ドイツ公共放送)、日本テレビ、フジテレビ、テレビ朝日、abemaTV、東京MXーTV、ネット配信、ミュージックビデオ収録、ラジオイベント広告、アーティスト、アイドル、タレント、Youtuber、配信ライバー、漫才、ファンクラブ鑑賞会、フェスボルタ、街の活性化イベント、旧車天国、痛車天国、MixChannel、SHOWROOM、NANA、mysta、BIGO LIVE

## 車体
ライブバス１号車はUD日産ディーゼル、２号車はいすゞとなっているがボディは富士重工業の新7Eというボディ。富士重ボディは現存しておらず、現在の桐生工業の元富士重の方達の協力のもと、当時の図面などを参考に改造を施し「構造変更車検」を取得。ライブバス３号車もUD日産製だが8Eという富士重ボディを起用している。運営会社の株式会社フレッサでは現在５台、富士重ボディのバスを所有している。

## 主なライブバス乗車経歴
中川翔子、稲垣吾郎 、草彅剛 、香取慎吾、松山ケンイチ、染谷将太、山田孝之、藤原竜也、岩田剛典、勝地涼、白石麻衣、川口春奈、窪田正孝、福田雄一監督、眞栄田郷敦、板垣李光人、高橋文哉、桜田ひより、髙嶋政宏、山崎弘也、鬼越トマホーク、みちょぱ(池田美優)、氣志團、栗原類、ヒャダイン、田口淳之介、松本梨香、大竹まこと、阿佐ヶ谷姉妹、インディアンス、ゆきぽよ、DEEP YUICHIRO、Over The Top、CY8ER、眉村ちあき、仮面女子、爆裂女子、神園さやか、宍戸留美、他多数のアイドル様